# Marguerite Leslie
Marguerite Leslie (nacida Marguerite Hedman, 3 de abril de 1884 – 1958) fue una actriz inglesa nacida en Suecia.

## Primeros años
Marguerite Hedman nació en Östersund, Provincia de Jemtia, Suecia, hija de Johan Hedman e Ingrid Kempe. Su hermana Martha Hedman también trabajó como actriz, y más tarde como escritora. Las hermanas se educaron en Suecia, Finlandia y Londres.

## Carrera

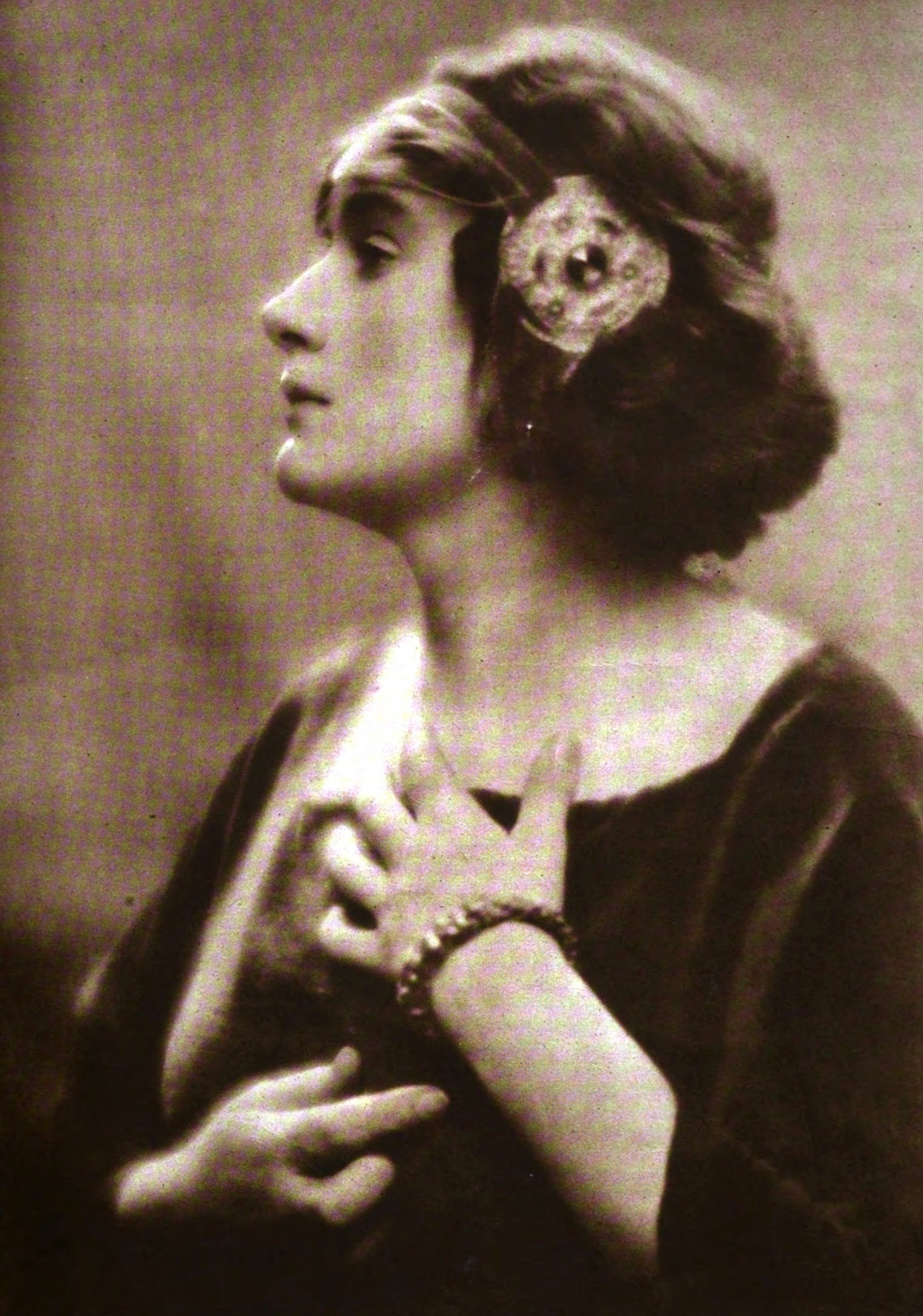
Retrato de Marguerite Leslie, fotografiada por Arnold Genthe

Marguerite Hedman adoptó el nombre de "Marguerite Leslie" como actriz en Londres, donde actuó en Nero (1906), The Beauty of Bath (1906–1907), My Darling (1907), Concerning a Countess (1907), A Scotch Marriage (1907–1908), Penelope (1909), Preserving Mr. Panmure (1911), The Marionettes (1911–1912), At the Barn (1912), y The Vision of Delight (1912).
En Broadway actuó en The Virginian (1904), Penelope (1909-1910), The Secret (1913-1914), Outcast (1914-1915) y The Basker (1916). En Los Ángeles actuó en The Gamblers (1912) y The Money Moon (1912). También participó en cuatro películas mudas, Jim the Penman (1915, hoy perdida), The Question (1916), The Mite of Love (1919, un cortometraje) y The Chosen Path (1919).
Era alta, y se la consideraba una belleza de joven actriz, una "chica Burne-Jones con un sombrero inglés de fiesta de jardín... la cosa más rosa, blanca y fresca que hemos tenido en mucho tiempo", comentó un escritor de Los Ángeles. Durante la Primera Guerra Mundial trabajó recaudando fondos para la Cruz Roja.

## Enlaces exterbnos
- Esta obra contiene una traducción  derivada de «Marguerite Leslie» de Wikipedia en inglés, publicada por sus editores bajo la Licencia de documentación libre de GNU y la Licencia Creative Commons Atribución-CompartirIgual 4.0 Internacional.
- Marguerite Leslie en Internet Movie Database (en inglés).
- Marguerite Leslie's listing on IBDB.
- The National Portrait Gallery has five postcard portraits of Marguerite Leslie by photographer Rita Martin, all from about 1908.
- Marguerite Leslie in her Marmon Nordyke motorcar (flickr)

- Datos: Q43655796
- Multimedia: Marguerite Leslie / Q43655796